# 浑都帖木儿
浑都帖木儿，是元朝贵族的名字，可以指：
- 浑都帖木儿，弘吉剌氏，按陳之孙，答己的父亲，元武宗、元仁宗的外祖父
- 浑都帖木儿，保宁王，1329年去世
- 浑都帖木儿，广宁王，別里古台的后裔，1353年去世
- 浑都帖木儿，益王，答里台斡惕赤斤的后裔，1365年擒老的沙